# Arroyo Colorado Estates (Teksas)
Arroyo Colorado Estates je naseljeno mjesto za statističke potrebe u američkoj saveznoj državi Teksas. Prema popisu stanovništva iz 2010. u njemu je živjelo 997 stanovnika.